# Aeroportul San Bernardo
Aeroportul San Bernardo (IATA: MMP, ICAO: SKMP) este un aeroport din Departamentul Bolívar, Columbia ce deservește zona Santa Cruz de Mompox⁠(d). Aeroportul a fost tranzitat în 2019 de 524 de pasageri.
Situat la o altitudine de 19 m, aeroportul dispune de 1 pistă.

## Infrastructură

### Piste
Aeroportul dispune de o singură pistă. Pista 02/20 are suprafața de asfalt și dimensiunile 1.230 m × 14,5 m. 